# Upplands runinskrifter SHM28883:54
Upplands runinskrifter SHM28883:54 är två vikingatida runstensfragment som hittats i kyrkoruinen "Flasta mur", Skoklosters socken och Håbo kommun. Fragmenten finns nu på SHM.

## Inskriften
Translitterering av runraden:
§A ...m/ʀ... 
§B ...y...
Normalisering till äldre fornsvenska:
§A ... 
§B ...